# Valeir
Valeir is een Belgisch bier. Het bier wordt gebrouwen door Brouwerij Contreras te Gavere.

## Achtergrond

### Valeir
De naam “Valeir” verwijst naar een soldaat die in 1453 meevocht in de Slag bij Gavere, waarbij de Gentse troepen verslagen werden door Filips de Goede. Valeir werd een symbolisch figuur in Gavere en kreeg onder meer een standbeeld voor het gemeentehuis. Verder zijn er allerlei Valeir-activiteiten, De Gaverse Valeirkoekjes , een Valeir-fietsroute enzovoort. Op het etiket van de Valeir-bieren prijkt op de achtergrond het standbeeld van Valeir.

### Carlos
De oorspronkelijke naam van Valeir Donker was Carlos. In 2005 werd het nieuwe bier Carlos opgedragen aan Carlos Dierickx (1916-2003). Hij was burgemeester van Asper tussen 1947 en 1953 en daarna 6 jaar raadslid om opnieuw burgemeester te worden van 1954 tot 1977. Na de fusie in 1977 bleef hij burgemeester van Gavere van 1977 tot 1996. Door deze vele jaren inzet heeft hij een grote invloed gehad in de gemeente.

## De bieren
Er bestaan 4 varianten:
- Valeir Blond is een blond bier van hoge gisting met een alcoholpercentage van 6,5%. Het wort heeft een densiteit van 16° Plato en wordt geproduceerd via "dry-hopping". Het bier werd voor het eerst gebrouwen in 2004.[4] Het voldoet aan het Duitse Reinheitsgebot.[5]
- Valeir Donker is een bruin bier van hoge gisting met een alcoholpercentage van 6,5%. Het bier werd voor het eerst gebrouwen in 2005 onder de naam Carlos, ter herdenking van voormalig burgemeester Carlos Dierickx van Gavere. In 2006 werd het dan gelanceerd als Valeir Donker.[6]
- Valeir Divers is een blonde tripel met een alcoholpercentage van 8,5%. Het bier werd voor het eerst gebrouwen in 2005.[7]
- Valeir Extra is een blonde India Pale Ale met een alcoholpercentage van 6,5%. Het bier werd gelanceerd in 2008.[8] Het bier werd reeds in 2007 gebrouwen ter gelegenheid van de doortocht van de Ronde van Frankrijk door Gavere. Het bier kreeg toen de naam El Toro, als eerbetoon aan flandrien Arthur Decabooter, wiens bijnaam "El Toro" was. Omdat El Toro een geregistreerd handelsmerk is, moest een andere naam gezocht worden.[9]

## Prijzen
- In 2010 werd Valeir Divers tweede op een blindproeverij van 20 blonde “Belgian Style ales” in de Verenigde Staten (Valeir Extra behaalde er de zevende plaats).[10]

## Wetenswaardigheden
- Op basis van Valeir Blond en koffie-extract wordt een bier-koffielikeur met een alcoholpercentage van 18% gemaakt: Valeir Coffee.[11]